# Instituto de Adiestramiento Aeronáutico
El Instituto de Adiestramiento Aeronáutico (IAA) es un Centro de Instrucción de Aviación Civil (CIAC), dependiente de la Dirección Nacional de Aviación Civil e Infraestructura Aeronáutica (DINACIA) del Ministerio de Defensa Nacional de la República Oriental del Uruguay. Se encuentra dentro del Aeropuerto Internacional Ángel S. Adami en Montevideo.Al estar reconocido ante la Organización de Aviación Civil Internacional (OACI) de la Organización de las Naciones Unidas, el IAA se encuentra certificado para la entrega de diplomas y certificados, de acuerdo con los diversos cursos teóricos y prácticos gratuitos que se dictan durante los años lectivos, y haciendo uso de sus medios infraestructurales y aéreos.

## Historia
El IAA fue creado mediante el Decreto N.° 445/975 de fecha 3 de junio de 1975 del Poder Ejecutivo de Uruguay, con la intención de dotar al país con un organismo formal estatal encargado con la formación y capacitación, en el ámbito aeronáutico, de sus ciudadanos civiles.Posteriormente, mediante el Decreto N.º 070/980 de fecha 5 de febrero de 1980, el IAA fue declarado como un organismo de enseñanza y perfeccionamiento de la Fuerza Aérea Uruguaya, para el personal técnico aeronáutico civil. Ello nace desde lo considerado en la Ley N.° 14.747, correspondiente a la Ley Orgánica de la Fuerza Aérea, de fecha 28 de diciembre de 1977, pues en ella se establece que la totalidad de los organismos, personas y medios públicos y privados vinculados a la actividad aeroespacial forman parte de la reserva de la Fuerza Aérea.

## Organización
Por tratarse de un organismo público que depende de la Dirección Nacional de Aviación Civil e Infraestructura Aeronáutica (DINACIA), y esta a su vez del Ministerio de Defensa Nacional, el instituto se encuentra encabezado por un oficial en actividad de la Fuerza Aérea Uruguaya, que ocupa el cargo de director. Bajo su mando se encuentran funcionarios civiles y militares, incluyéndose a pilotos de la Fuerza Aérea asignados a volar en las aeronaves del instituto. 

## Aeronaves
La flota del Instituto de Adiestramiento Aeronáutico se encuentra compuesta principalmente por aeronaves de ala fija y de aviación general. Entre ellas se encuentran aviones SOCATA TB-10 Tobago, Cessna 150, Cessna 172, Cessna 182 y Cessna 205 civiles. También forman parte de su flota un Cessna 310L y un Beechcraft A65 Queen Air, ambos aviones militares que pertenecen a la Fuerza Aérea Uruguaya. Además, también cuenta con un vehículo aéreo no tripulado DJI Phantom 3 civil.
| Aeronave            | Origen         | Variante | Flota                      | Foto | Notas |
| ------------------- | -------------- | -------- | -------------------------- | ---- | --- |
| Cessna 150          | Estados Unidos | C-150G   | 2 (CX-BFA, CX- BFH)        |      | Anteriormente empleado en las fases prácticas de los cursos de piloto privado.                                                                                        |
| Cessna 172          | Estados Unidos | C-172K   | 1 (CX-BNV)                 |      | |
| Cessna 182          | Estados Unidos | C-182F   | 1 (CX-BCB)                 |      | |
| Cessna 205          | Estados Unidos | C-205    | 1 (CX-BDB)                 |      | |
| Cessna 310          | Estados Unidos | C-310L   | 1 (FAU 542)                |      | También es utilizado para las misiones que disponga el Comando General de la Fuerza Aérea.                                                                            |
| TB-10               | Francia        | TB-10    | 3 (CX-DAD, CX-DAE, CX-DAF) |      | Anteriormente empleado durante las fases prácticas de los cursos de piloto comercial, por parte de alumnos que por sus calificaciones accedieran a una beca práctica. |
| Beehcraft Queen Air | Estados Unidos | A65-80   | 1 (FAU 540)                |      | Primer avión de chequeo de radioayudas de la Fuerza Aérea Uruguaya. También es utilizado para las misiones que disponga el Comando General de la Fuerza Aérea.        |